# 孙毅夫
孙毅夫（1933年—），男，辽宁人，中国摄影记者，中国摄影家协会会员，曾任《人民画报》记者、副总编辑。